# Le Marchand de Venise (opéra)
 (septembre 2024).
La mise en forme du texte ne suit pas les recommandations de Wikipédia : il faut le « wikifier ».
Les points d'amélioration suivants sont les cas les plus fréquents. Le détail des points à revoir est peut-être précisé sur la page de discussion.
- Les titres sont pré-formatés par le logiciel. Ils ne sont ni en capitales, ni en gras.
- Le texte ne doit pas être écrit en capitales (les noms de famille non plus), ni en gras, ni en italique, ni en « petit »…
- Le gras n'est utilisé que pour surligner le titre de l'article dans l'introduction, une seule fois.
- L'italique est rarement utilisé : mots en langue étrangère, titres d'œuvres, noms de bateaux, etc.
- Les citations ne sont pas en italique mais en corps de texte normal. Elles sont entourées par des guillemets français : « et ».
- Les listes à puces sont à éviter, des paragraphes rédigés étant largement préférés. Les tableaux sont à réserver à la présentation de données structurées (résultats, etc.).
- Les appels de note de bas de page (petits chiffres en exposant, introduits par l'outil «  Source ») sont à placer entre la fin de phrase et le point final[comme ça].
- Les liens internes (vers d'autres articles de Wikipédia) sont à choisir avec parcimonie. Créez des liens vers des articles approfondissant le sujet. Les termes génériques sans rapport avec le sujet sont à éviter, ainsi que les répétitions de liens vers un même terme.
- Les liens externes sont à placer uniquement dans une section « Liens externes », à la fin de l'article. Ces liens sont à choisir avec parcimonie suivant les règles définies. Si un lien sert de source à l'article, son insertion dans le texte est à faire par les notes de bas de page.
- La présentation des références doit suivre les conventions bibliographiques. Il est recommandé d'utiliser les modèles {{Ouvrage}}, {{Chapitre}}, {{Article}}, {{Lien web}} et/ou {{Bibliographie}}. Le mode d'édition visuel peut mettre en forme automatiquement les références.
- Insérer une infobox (cadre d'informations à droite) n'est pas obligatoire pour parachever la mise en page.

Pour une aide détaillée, merci de consulter Aide:Wikification.
Si vous pensez que ces points ont été résolus, vous pouvez retirer ce bandeau et améliorer la mise en forme d'un autre article.
Le Marchand de Venise est un opéra en 3 actes et 5 tableaux de Reynaldo Hahn, sur un livret de Miguel Zamacoïs. L’œuvre est une adaptation de la pièce de théâtre The Merchant of Venice de William Shakespeare écrite entre 1596 et 1597.
Créé à l’Opéra de Paris le 25 mars 1935 sous la direction de Philippe Gaubert, Reynaldo Hahn l'imaginait comme une œuvre « mozartienne ».
Le Marchand de Venise est repris à l’Opéra le 18 novembre 1949, puis de nouveau le 19 février 1950 et en 1979 à l’Opéra-Comique sous la direction de Manuel Rosenthal.

## Argument
Le livret reprend les grandes lignes de l’action de la pièce de Shakespeare, mais avec quelques transpositions du texte. Les personnages comiques de Lancelot Gobbo et du Vieux Gobbo sont absents. Antonio, marchand vénitien, emprunte de l’argent à l'usurier Shylock pour rendre service à son ami Bassanio. Ce dernier souhaite se rendre à Belmont  afin de demander la main de Portia. Certain de pouvoir le rembourser, Antonio s’engage à autoriser son créancier à lui prélever une livre de chair au cas où il ne pourrait honorer sa promesse ; Mais Antonio ne pouvant finalement faire face à son échéance, Shylock, implacable, insiste pour appliquer à la lettre le contrat qui les lie .

## Rôles principaux
| Rôles             | Type de voix  | Distribution lors de la création le 25 mars 1935 (chef : Philippe Gaubert) |
| ----------------- | ------------- | -------------------------------------------------------------------------- |
| Graziano          | ténor         | Henri Le Clézio                                                            |
| Lorenzo           | ténor         | Edmond Chastenet                                                           |
| Jessica           | soprano       | Odette Renaudin                                                            |
| Shylock           | basse         | André Pernet                                                               |
| Bassanio          | baryton       | Martial Singher                                                            |
| Antonio           | basse         | Paul Cabanel                                                               |
| Portia            | soprano       | Fanny Heldy                                                                |
| Nérissa           | mezzo-soprano | Renée Mahé                                                                 |
| Prince of Morocco | basse         | Henri-Bertrand Etcheverry                                                  |
| Prince of Aragon  | ténor         | Edmond Rambaud                                                             |
| Doge              | basse         | Armand Narçon                                                              |
| Tubal             | basse         | Louis Morot                                                                |
| La gouvernante    | mezzo-soprano | Andrée Marilliet                                                           |
| Salarino          | ténor         | Jean DeLeu                                                                 |
| Une servante      | soprano       | E. Vial                                                                    |
| Un serviteur      | basse         | Jules Forest                                                               |